# Mount Holm-Hansen
Der Mount Holm-Hansen ist ein markanter und 1920 m hoher Berg im ostantarktischen Viktorialand. In der Asgard Range ragt er zwischen dem unteren David Valley und dem Bartley-Gletscher auf.
Das Advisory Committee on Antarctic Names benannte ihn 1997 ist der aus Norwegen stammende US-amerikanische Pflanzenphysiologe Osmund Holm-Hansen vom Scripps Institution of Oceanography, der in der Zeit zwischen 1959 und 1960 der erste Wissenschaftler war, der sowohl im Taylor Valley als auch im Wright Valley Untersuchungen durchführte.